# Oliver Goethe
Oliver "Ollie" Goethe (alternativamente escrito Gøthe ou Göthe; Londres, 14 de outubro de 2004) é um piloto dano-alemão nascido na Inglaterra e que reside em Mônaco. Ele atualmente compete no Campeonato de Fórmula 2 da FIA com a equipe MP Motorsport e, também, é membro da Red Bull Junior Team. Goethe conquistou o título do Campeonato de Eurofórmula Open de 2022, vencendo onze corridas em sua campanha vitoriosa.

## Biografia
Goethe foi educado na Millfield School junto com seu irmão mais velho, Benjamin, que também é piloto de corridas de resistência. Ambos são filhos de Roald Goethe, que corre na GT World Challenge Europa Sprint Cup, e eles são parentes do escritor alemão Johann Wolfgang von Goethe.

## Carreira

### Cartismo
Goethe fez sua estreia internacional no kart em 2019, onde disputou os Campeonatos Europeu e Mundial na categoria OK, ambos os quais não conseguiu terminar. O dinamarquês então competiu na WSK Super Master Series e na WSK Champions Cup em 2020.

### Fórmulas inferiores
Em 2019, Goethe fez sua primeira aparição em monopostos, pilotando pela Drivex School na rodada final do Campeonato Espanhol de Fórmula 4.
Ele então correu nesta categoria em tempo integral na temporada de 2020, desta vez com a equipe MP Motorsport. Com apenas 15 anos durante a maior parte da temporada, Goethe alcançou seis pódios, incluindo uma vitória no circuito Paul Ricard. Ele ficou em quinto lugar nos campeonatos de estreantes e geral, respectivamente, no final do ano.

### Campeonato de Fórmula Regional Europeia
Goethe avançou para o Campeonato de Fórmula Regional Europeia em 2021, fazendo parceria com Franco Colapinto e seu colega graduado da F4 Kas Haverkort na equipe MP Motorsport. Ele marcou seus primeiros pontos na segunda corrida da primeira rodada em Ímola, terminando em nono na corrida dois. A única outra pontuação de Goethe veio na segunda corrida em Zandvoort, onde terminou em décimo lugar, e Goethe ficou em 23º na classificação geral, sendo o décimo segundo melhor de todos os novatos.

### Eurofórmula Open

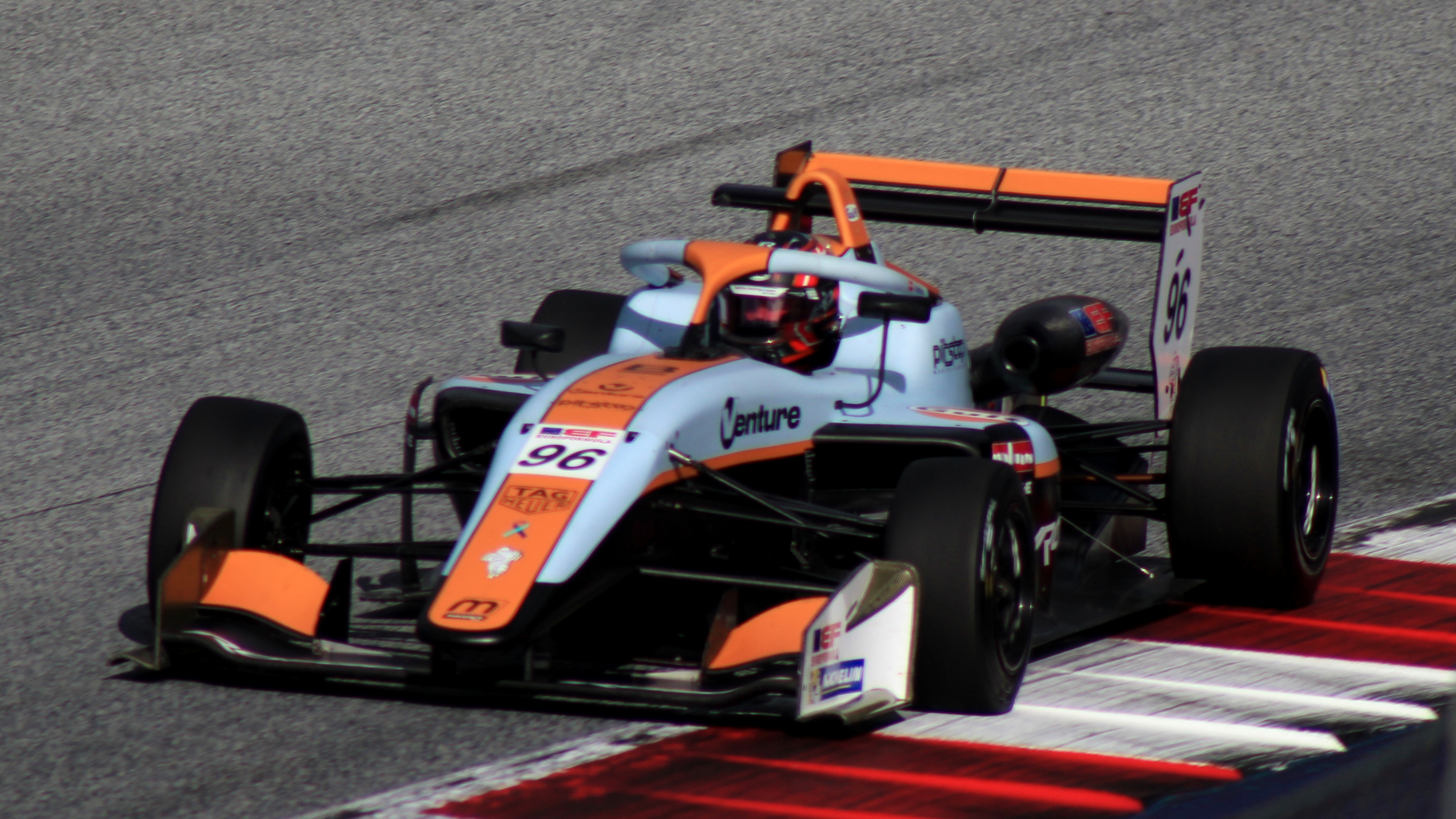
Goethe na pista de Spielberg, durante a Eurofórmula Open de 2022

Para 2022, Goethe mudou para o Campeonato de Eurofórmula Open, em parceria com o Motopark. Goethe fez uma temporada dominante, com um total de 18 pódios em 26 etapas, e onze vitórias, com a última delas sacramentando seu título na corrida 1 da rodada final em Barcelona. O dano-alemão, que correu sob a bandeira dinamarquesa nesse campeonato, pontuou em todas as etapas, o que lhe renderia 499 pontos, mas descartou três de seus piores resultados (dois sextos lugares e um quinto lugar), finalizando o ano com 473 pontos.

### Fórmula 3
Depois que Hunter Yeany quebrou o pulso na rodada realizada no Red Bull Racing, Goethe foi convocado para substituí-lo na rodada de Hungaroring do Campeonato de Fórmula 3 da FIA na equipe Campos Racing. Na qualificação, acabou superando seus companheiros de equipe David Vidales e Pepe Martí, terminando em décimo segundo, iniciando assim a corrida rápida da pole position. Ele caiu da pole position na largada, mas permaneceu entre os dez primeiros ao longo da corrida, terminando em oitavo após uma colisão na última volta entre Arthur Leclerc e Jak Crawford, dando a ele três pontos em sua estreia. Para a rodada de Spa-Francorchamps, ele foi retido e mais uma vez superou seus companheiros na qualificação, garantindo uma brilhante quarta posição. Na corrida rápida, Goethe colidiu fortemente com Zane Maloney, mas felizmente ambos escaparam sem ferimentos. Na corrida longa, Goethe foi muito bem-sucedido, chegando mesmo a liderar a corrida em um ponto. Ele acabou terminando em quarto, após ser ultrapassado por Oliver Bearman na última volta. Ele voltou à sua campanha principal na Euróformula Open para as duas últimas rodadas da temporada e foi substituído por Sebastián Montoya. Goethe terminou o campeonato em 19º na classificação geral com 15 pontos.

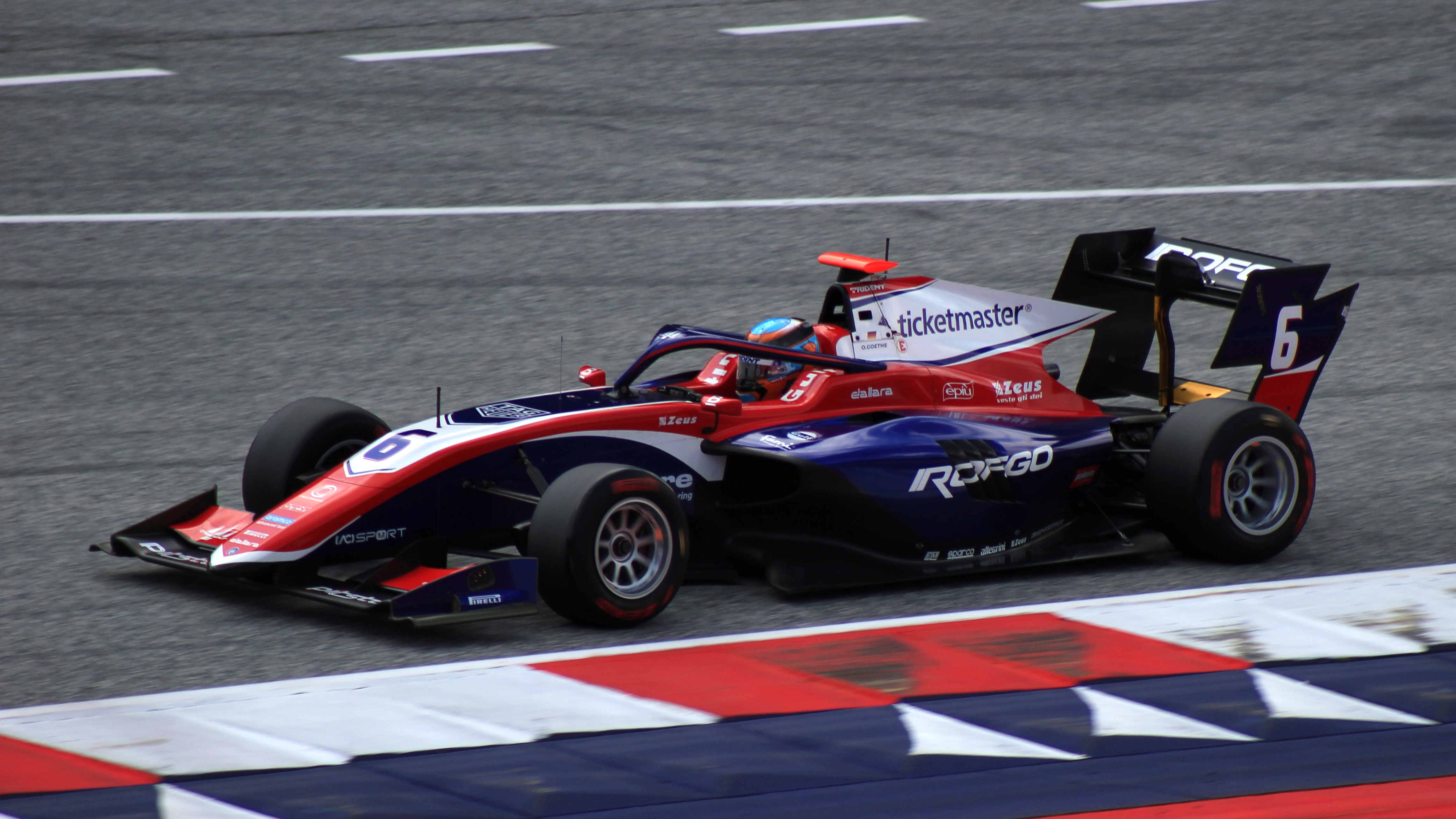
Goethe em prova da F3 de 2023

No final de setembro de 2022, Goethe participou do teste pós-temporada do Campeonato de Fórmula 3 da FIA com a equipe Trident nos três dias. Em 2 de dezembro de 2022, foi anunciado que a Trident havia contratado Goethe em tempo integral para a temporada de 2023, ao lado de Gabriel Bortoleto e Leonardo Fornaroli. O alemão só fez dois pódios: um segundo lugar na corrida longa do Barém e uma vitória na corrida longa de Silverstone. Ele também fez uma pole em Monza, mas abandonou a prova, e terminou o ano em oitavo, com 75 pontos, três posições acima de Fornaroli, mas muito abaixo de Bortoleto, campeão da temporada.
Em 2024, Goethe permaneceu na categoria para sua segunda temporada completa, desta vez retornando a equipe Campos Racing. Ele venceu a corrida curta de Monza, mas chegou a ser punido com 5 segundos por conta de uma ultrapassagem sobre o mexicano Noel León, da Van Amersfoort Racing, no final de um safety car virtual. Isso o faria perder o triunfo para León, caindo para segundo. No entanto, a punição foi anulada e o dano-alemão recuperou a vitória, que foi a única dele na temporada. Goethe foi promovido para a Fórmula 2 antes do final da temporada em Monza, renunciando, portanto, à disputa pelo título da Fórmula 3, que ficou com Fornaroli.

#### Grande Prêmio de Macau
Goethe participou duas vezes do Grande Prêmio de Macau. Em 2023, ele se juntou à Campos e foi o sétimo na classificação, mas na corrida classificatória, teve uma colisão e despencou para 21º. Na corrida, ele se recuperou para terminar em nono. Em 2024, ele correu na MP Motorsport e ficou muito próximo de alcançar a pole, estando a apenas 0.014s de Ugo Ugochukwu, que viria a vencer a prova. Goethe foi o segundo colocado em todas as etapas, alcançando o pódio e a volta mais rápida.

### Fórmula 2
Depois que Franco Colapinto foi promovido para a Fórmula 1 pela equipe Williams antes da rodada de Monza, Goethe foi promovido à Fórmula 2 para preencher a vaga deixada por Colapinto na MP Motorsport. Na corrida curta, Goethe foi atingido por Zak O'Sullivan e não pôde completar a prova. Já na corrida longa, ele terminou na décima sexta posição. Goethe pontuou duas vezes, tendo como melhor resultado um quarto lugar na corrida longa de Lusail, e terminou o campeonato na 23ª posição com 14 pontos.
A MP Motorsport renovou com Goethe para a temporada 2025 da Fórmula 2, sendo companheiro do veterano neerlandês Richard Verschoor.

### Fórmula 1
Em novembro de 2023, foi anunciado que Goethe havia se juntado ao programa de jovens pilotos da Red Bull, a Red Bull Junior Team.

## Resultados

### Resumo da carreira
| Temporada | Categoria                       | Equipe                    | Corridas | Vitórias | Poles | V.M.R. | Pódios | Pontos | Pos. |
| --------- | ------------------------------- | ------------------------- | -------- | -------- | ----- | ------ | ------ | ------ | ---- |
| 2019      | Fórmula 4 Espanhola             | Drivex School             | 3        | 0        | 0     | 0      | 0      | 0      | NC†  |
| 2020      | Fórmula 4 Espanhola             | MP Motorsport             | 21       | 1        | 0     | 1      | 6      | 137    | 5º   |
| 2021      | Fórmula Regional Europeia       | MP Motorsport             | 20       | 0        | 0     | 0      | 0      | 3      | 23º  |
| 2022      | Fórmula Regional Asiática       | 3Y Technology by R-ace GP | 13       | 0        | 0     | 0      | 0      | 1      | 25º  |
| 2022      | 24H GT Series Continents' - GT4 | Dragon Racing             | 1        | 1        | 0     | 0      | 1      | 30     | 3º   |
| 2022      | Eurofórmula Open                | Motopark Team             | 26       | 11       | 7     | 12     | 18     | 473    | 1º   |
| 2022      | Fórmula 3                       | Campos Racing             | 4        | 0        | 0     | 0      | 0      | 15     | 19º  |
| 2022–23   | Troféu Oriente Médio - GT4      | ROFGO with Dragon Racing  | 1        | 1        | 0     | 0      | 1      | 0      | NC†  |
| 2023      | Fórmula 3                       | Trident                   | 17       | 1        | 1     | 1      | 2      | 75     | 8º   |
| 2023      | Grande Prêmio de Macau          | Campos Racing             | 1        | 0        | 0     | 0      | 0      | N/D    | 9º   |
| 2023–24   | Troféu Oriente Médio - GT3      | ROFGO with Dragon Racing  | 1        | 0        | 0     | 0      | 0      | 0      | NC†  |
| 2024      | Fórmula 3                       | Campos Racing             | 18       | 1        | 0     | 2      | 3      | 94     | 7º   |
| 2024      | Fórmula 2                       | MP Motorsport             | 6        | 0        | 0     | 0      | 0      | 12     | 23º  |
| 2024      | Grande Prêmio de Macau          | MP Motorsport             | 1        | 0        | 0     | 1      | 1      | N/A    | 2º   |
| 2025      | Fórmula 2                       | MP Motorsport             | 0        | 0        | 0     | 0      | 0      | 0      | TBD  |

† Como Goethe era um piloto convidado, ele não estava qualificado para marcar pontos.
* Temporada ainda em andamento.